# Lappula echinophora
Lappula echinophora är en strävbladig växtart som först beskrevs av Pall., och fick sitt nu gällande namn av O. Kuntze. Lappula echinophora ingår i släktet piggfrön, och familjen strävbladiga växter. Inga underarter finns listade i Catalogue of Life.